# Den rette skyldige
Den rette skyldige er en amerikansk stumfilm fra 1918 af Irvin Willat.

## Medvirkende
- Vivian Reed som Marie Dubois
- Gloria Hope som Claudine Flambon
- William Garwood som Claude Lescuyer
- J. P. Lockney som Lescuyer Senior
- Charles K. French som Flambon